# TH-495
TH-495 – prototypowy bojowy wóz piechoty opracowany w latach 90. XX wieku przez niemieckie przedsiębiorstwo Thyssen-Henschel.
Prace nad projektem zostały rozpoczęte w 1989 roku, a w 1992 roku wyprodukowano prototypowy egzemplarz pojazdu. Obsługę TH-495 stanowiła trzyosobowa załoga a w przedział pasażerski pozwalał na transport siedmiu żołnierzy piechoty. Uzbrojenie pojazdu stanowiła armata automatyczna kalibru 25 mm, później wymieniona na armatę 30 mm, oraz karabin maszynowy kalibru 7,62 mm.
Poza standardową wersją przewidywana była produkcja pojazdu w innych wersjach, takich jak wóz dowodzenia, działa samobieżne, czołg lekki czy wóz zabezpieczenia technicznego.
Pojazd nie spotkał się z dużym zainteresowaniem i nie został przyjęty na uzbrojenie żadnych sił zbrojnych.